# ディステル・ゾラ
ディステル・ゾラ（Distel Zola, 1989年2月5日 - ）は、フランス・首都パリ出身のコンゴ民主共和国代表サッカー選手。ポジションはMF。USLチャンピオンシップ・エルパソ・ロコモティヴFC所属。

## 経歴
ASモナコの下部組織出身。その後モナコBでプレー、2008-09シーズンに初めてトップチームに昇格を果たす。しかしながら、ベンチ入りを数回経験したのみで出場機会は得られなかった。翌シーズンは右膝の怪我が原因でシーズンの大半を棒に振り、2010-11シーズンにスタッド・ラヴァルにレンタル移籍。ラヴァルでは27試合に出場し一定の評価を得ると、シーズン終了後にASナンシーへと移籍した。しかしながら、ナンシーではほとんど出場機会がなかったため、2012年1月にル・アーヴルACへレンタル移籍。ル・アーヴルではレギュラーとしてプレーし、シーズン終了後に完全移籍を果たした。2014-15シーズンはLBシャトールーに所属。2015年7月10日、スュペル・リグのサムスンスポルに移籍した。

## 代表歴
5月21日親善試合サウジアラビア代表戦でコンゴ民主共和国代表として初出場した。
仙台カップに出場するなどフランスの世代別代表経験を持つ。